# GPS絵画
GPS絵画（GPSかいが、英語: GPS drawing, GPS art、GPSアート）とは、全地球測位システム（GPS）デバイスを使用して、計画されたルートに従って地図上に大規模な写真やテキストを作成する描画方法のことである。 ウォーキングやランニングの他、車、船、飛行機を使ってより大きな作品を作成することもある。

## 計画
地図の道路から、隠された絵や文字のルートを見つける。都市部は道路が多いためレイアウトしやすいが、山間部や地方都市は道路が少ないため難しい傾向にある。
ルートは、紙の地図やデジタル地図で作成される。

## 描画テクニック
GPS絵画を描くテクニックは、大別すると下記に分類される。

### 道だけを利用して描く
道路を利用するだけなので、制限が多くルート計画は比較的難しい方法。ただし、もっとも計画通りに描ける方法です。
ほとんどのGPS絵画は、この方法でつくられている。

### フリーハンドで描く（広場・水上・空中など）
既存の道をたどらずに、オープンスペースで描く方法。
主に利用される場所は、公園、野原、駐車場、校庭などの空地である。他、砂漠や飛行場、ビーチなども利用される。航空機や水上飛行機によって作成されたほとんどすべての作品は、この部類に属する。
フリーハンドで描くGPS絵画はあらゆる図柄を描きやすいが、目印になるポイントや道路がないため、より綿密な事前計画とリアルタイムでの確認が必要となる。

### 点結び
GPSデバイスを一時停止して別の場所で再起動することで、点結びの要領で地図上に直線を引ける。
物理的な障壁（川、丘、私有地等）を越えて線を引くことができるため、再現性の高い図柄を描ける。ただし、愛好者間ではこのテクニックが好まれない傾向にある。

## GPSデバイス
GPS絵画を描くデバイスは、大別すると下記に分類される。どのデバイスも測位精度の正確さに大差ないが、特長があるため使い分ける愛好家もいる。

### スマートフォンアプリ
スマートフォンのGPS機能を利用したアプリが多く発表されている。StravaやRunGo、RunGraphといったランニングアプリが主流。GPS衛星による測位の他、携帯基地局やWiFiルータからの電波を利用して測位を補助している。手軽に利用できる一方、歩きスマホの原因となるため注意が必要。
長所： 手軽。リアルタイムで確認ができる。
短所： 駆動時間。防水性（機種による）。

### ランニングウォッチ
GPSを内蔵したランニングウォッチ。一部の高価格モデルは気圧計を内蔵し、測位を補助する。主なメーカーはEPSON、Garmin。
長所： 駆動時間。防水性。
短所： 操作性。価格。

### GPSロガー
黎明期のGPS絵画はGPSロガーで描かれるケースがほとんどであった。一部の高価格モデルは気圧計を内蔵し、測位を補助する。単機能のため操作性が優れるが、記録したデータを表示するのに知識が必要。
長所： バッテリーの持ち。操作性。
短所： 価格。測位精度（都市圏のビルの谷間に弱い）。

## 表示
描いたルートを、地図上に重ね合わせて表示する。
ほとんどの愛好者は、オンラインで表示したりソーシャルメディアで共有するため、ルートマッピングアプリや電子地図サービスを利用する。
主な地図サービスは、Strava、Map My Run、Garmin、Googleマップ、OpenStreetmapなどがある。

## 主な作家と作品
- ジェレミー・ウッド（英語: Jeremy Wood）： イギリス在住のアーティスト。世界で初めてGPS絵画を発表した。
- 石川初（英語: Ishikawa Hajime）： 2001年、日本在住のジェレミー・ウッドに感化されGPS地上絵を制作。この時描いた”アヒル”が日本で最初のGPS絵画といわれる。
- やっさん（英語: Yassan）
  - 2008年に日本列島を縦断して描いた処女作”MARRY ME (7,163.67km)”[1]が、2010年、ギネス世界記録に認定される。この作品が、ギネス世界記録に”最大のGPS絵画”カテゴリーとして初めて登録される。
  - 2015年、世界一周し5大陸にわたって”PEACE on Earth (60,794.07km)”[2]を描く。ギネス世界記録に認定されていないが、現存する最大の作品である。
  - GPS絵画のコース案を毎日発表している。
  - 作品は24か国で1,000を超え、描いた総距離は10万km以上。
  - 日本国内を中心としたGPS絵画のコースをまとめたポータルサイト GPSART.info を開設。
- 浜元信行： 42.195 kmのコースを走って描く”顔マラソン”[3]の主宰。公認コースを47都道府県に公開し、そのコースを走る顔マラソン大会が催されている。
- 志水直樹　(英語:Shimizu Naoki)　:　兵庫県西宮市出身・在住。GPSランナー。元小学校教師。バンジージャンプギネス記録保持者。 Adidas Runtastic Japan Ambassador。2016年より、オーストリア発のランニングアプリ『adidas RUNNING』の走った軌跡に色が付く機能を使い、  全国・世界中を走りながら被災地への応援メッセージや絵などを走って描く『RUN FOR SMILE』の活動を展開。作品数は約420、総距離はおよそ5050km。（2020.10月現在）
- もじぐみ　(英語:mojigumi)：東京都国立市を拠点に、”干支ラン十二支完走”[4]をはじめとした、国立市内100コース以上のランニングアート（お絵かきラン）を完走[5]。コースのほとんどは、20キロ前後で初心者向けであることが特徴。主に動物をテーマに週イチペースでの完走を目指している。ゲストの完走者にはデジタルトロフィーを贈呈中で、2021年からARトロフィーにアップデートした。もじぐみWebサイトに全コースを公開中で、スマートフォンアプリ「RunGo」を使い音声ナビを受けながら地図なしで安全にランニングできる。国立市をランニングアートの街にする計画を立て同地域を中心にコースを増やしている。